# Andrés Cuenca
Andrés Cuenca Cejudo (Adamuz, 11 juni 2007) is een Spaanse voetballer die doorgaans speelt als centrale verdediger. Hij stroomde door vanuit de jeugdopleiding van FC Barcelona.

## Clubcarrière

### Jeugd
Cuenca speelde in de jeugd bij Avejoe,  Villafrance, Córdoba CF en Sevilla en FC Barcelona. Op twaalfjarige leeftijd trad hij toe tot de jeugdacademie La Masia van FC Barcelona. Hij maakte zijn senior- en professionele debuut bij Barça Atlètic in de Primera Federación tegen Real Unión op 25 augustus 2024.

### FC Barcelona

#### 2024–25
Op 1 oktober 2024 debuteerde hij voor FC Barcelona in de Champions League als invaller voor Iñigo Martínez in de met 5–1 gewonnen thuiswedstrijd van het Zwitserse BSC Young Boys.